# اسمرالدا وردوگو
اسمرالدا وردوگو (انگلیسی: Esmeralda Verdugo؛ زادهٔ ۱۹ ژانویهٔ ۱۹۹۴) بازیکن فوتبال اهل مکزیک است.
وی همچنین در تیم‌های ملی فوتبال زیر هفده سال و بزرگسالان زنان مکزیک بازی کرده‌است.